# Duque de Bragança
Duque de Bragança é um título nobiliárquico português criado em 1640, aquando da ascensão da Casa de Bragança ao trono. O título tornou-se atribuído aos herdeiros masculinos presuntivos da Coroa de Portugal até 1910. Pela sua natureza vitalícia e irrevogável, é atualmente reivindicado e legalmente pleiteado por decreto pelo pretendente Duarte Pio à chefia da extinta Casa Real Portuguesa, inerente a prerrogativa de uso legítimo à excepção de cerimónias governativas.

## História
A Casa de Bragança foi fundada pelo rei D. João I, e por Nuno Álvares Pereira, ambos nascidos de filiação ilegítima e concorrendo ambos para o seu estabelecimento pelos dotes que o primeiro fez ao seu filho bastardo, que teve de Inês Pires. Afonso, o primeiro duque de Bragança, e o segundo à sua filha Beatriz Pereira Alvim, pelo casamento de ambos realizado em Frielas, no dia 1 de Novembro de 1401 (era de 1439).
O 2.º duque, Fernando I era filho segundo do 1.º duque, sucedendo no ducado por morte do seu irmão, Afonso, Marquês de Valença. Depois da referida doação de D. Nuno Álvares Pereira, por virtude de escambo realizado em 10 de Novembro de 1424 (1462), entre o duque D. Fernando I e sua irmã D. Isabel, e seus descendentes, foram acrescentadas as terras de Paiva, Tendais e Lousada, confirmado em 9 de Dezembro desse ano pelo rei D. Duarte.

## Pós-Monarquia
Em 1910, após a Implantação da República, os títulos nobiliárquicos foram extintos mas continuaram a haver pretendentes ao título de duque de Bragança.
Em 1932, após a morte do último rei de Portugal, dois pretendentes surgiram ao Ducado de Bragança.
Maria Pia de Saxe-Coburgo e Bragança, pretensa filha bastarda do rei Carlos I e, portanto, pretensa meia-irmã do rei Manuel II, sustentando-se no texto das Cortes de Lamego e no facto de deter nacionalidade portuguesa originária, reclamou a titularidade do Ducado de Bragança e, em representação da Casa de Bragança-Saxe-Coburgo-Gotha, defendeu ser a legítima pretendente a Rainha de Portugal. Em 1985, Maria Pia de Bragança legou os seus direitos a favor de Rosário Poidimani, um cidadão italiano, por cooptação.
Também os descendentes do, entretanto deposto, Miguel I, Miguel Januário de Bragança, Duarte Nuno e, posteriormente, o seu filho, Duarte Pio, reclamaram para si o título de Duque de Bragança, com base nos alegados Pacto de Dover e Pacto de Paris, alegadamente firmados com o último Rei de Portugal.

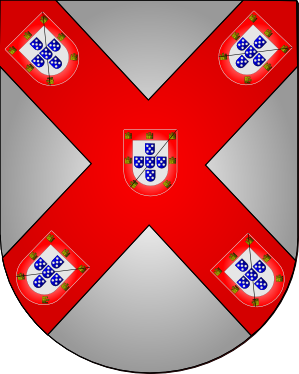
Armas (estilo moderno) da Casa de Bragança, após 1581.

## Reconhecimento inconstitucional
Em 2006, um parecer do Departamento de Assuntos Jurídicos do Ministério dos Negócios Estrangeiros, embora contrário ao definido pela Constituição Monárquica de 1838 e à própria Constituição da República Portuguesa, e apesar da sua total invalidade, pretendeu reconhecer Duarte Pio de Bragança como o único e legitimo herdeiro do trono de Portugal. Esse parecer foi fundamentado pelo alegado "reconhecimento histórico e da tradição do Povo Português", pelas "regras consuetudinárias da sucessão dinástica", e pelo "reconhecimento tácito das restantes casas reais da Europa e do Mundo com as quais a legítima Casa de Bragança partilha laços de consanguinidade". Recordou, ainda, ter sido conferido pela República Portuguesa a Duarte Pio a representatividade política, histórica e diplomática, e foi lembrado que os pretendentes ao título de duque de Bragança "são várias vezes enviados a representar o Povo Português em eventos de natureza cultural, humanitária ou religiosa no estrangeiro, altura em que lhes é conferido o passaporte diplomático". Este parecer de natureza inconstitucional obteve, no entanto, inúmeras contestações por parte do ex-deputado do Partido Popular Monárquico, Nuno da Câmara Pereira, assim como dos pretendentes e apoiantes do ramo dinástico constitucional da Casa de Bragança-Saxe-Coburgo-Gota e da Casa de Loulé.